# Q (román)
Q je historický postmoderní román Luthera Blissetta poprvé vydaný v Itálii v roce 1999. Děj románu zasazený do prostředí Evropy 16. století sleduje dramatické osudy jednoho ze stoupenců anabaptismu. Hlavní hrdina donucený okolnostmi mnohokrát prchat a měnit svou identitu prožívá během 30 let mnoho velkých událostí německé reformace. Je přítomen Lutherově vystoupení ve Wittenbergu, po boku Thomase Müntzera se zúčastní bojů selské války a přidává se na stranu Münsterské komuny. Pronásleduje jej špeh označovaný jako Q (Qoèlet) pracující ve službách kardinála Giovanniho Pietra Carafy, pozdějšího papeže Pavla IV.
Román přirovnávaný k Jménu růže Umberta Eca byl nominován na literární cenu Premio Strega. Autory knihy jsou patrně italští spisovatelé Fabrizio P. Belletati, Federico Guglielmi, Luca Di Meo a Giovanni Cattabriga.